# Scapheremaeus carinatus
Scapheremaeus carinatus är en kvalsterart som beskrevs av Rainer Willmann 1936. Scapheremaeus carinatus ingår i släktet Scapheremaeus och familjen Cymbaeremaeidae. Inga underarter finns listade i Catalogue of Life.